# Stamford (Connecticut)
Pour les articles homonymes, voir Stamford.
Stamford est une ville située dans le comté de Fairfield, dans l'État du Connecticut, aux États-Unis. Lors du recensement de 2010, sa population était de 122 643 habitants.

## Géographie
Selon le Bureau du Recensement des États-Unis, la superficie de la municipalité est de 52,04 milles carrés (134,78 km2), dont 37,64 milles carrés (97,49 km2) de terres et 14,41 milles carrés (37,32 km2) de plans d'eau (soit 27,67 %).

## Histoire
D'abord appelée Rippowam, la ville prend le nom de Stamford dans le Lincolnshire. Elle devient une municipalité en 1641.

## Démographie

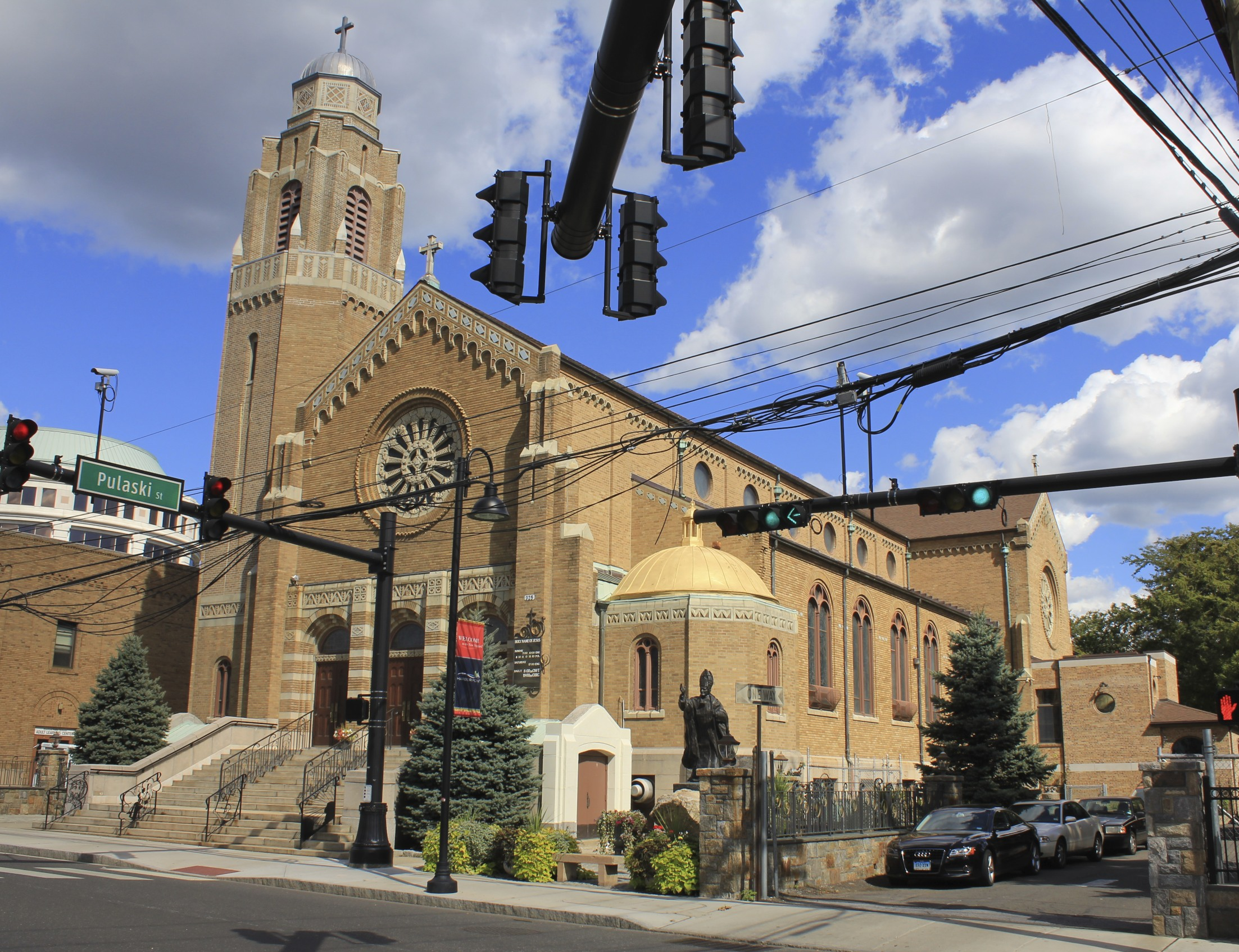
Church of the Holy Name de Stamford inscrite au Registre national des lieux historiques.

D'après le recensement de 2000, il y avait 120 045 habitants, 45 399 ménages, et 28 964 familles dans la ville. La densité de population était de 1 197,5 hab/km2. Il y avait 47 317 maisons avec une densité de 484,0 maisons/km2. La composition ethnique de la population était : 69,79 % blancs (65,4 % des blancs sont d'origine italienne); 15,39 % noirs ; 0,21 % amérindiens ; 5,00 % asiatiques ; 0,04 % natifs des îles du Pacifique ; 6,50 % des autres origines ethniques ; 3,07 % de deux ou plus races. 16,77 % de la population était hispanique ou Latino de n'importe quelle origine.
Le revenu médian par ménage de la ville était 60 556 dollars, et le revenu médian par famille était 69 337 $. Les hommes avaient un revenu médian de 48 386 $ contre 36 958 $ pour les femmes. Le revenu par habitant de la ville était 34 987 $. 7,9 % des habitants et 5,4 % des familles vivaient sous le seuil de pauvreté. 8,7 % des personnes de moins de 18 ans et 9,7 % des personnes de plus de 65 ans vivaient sous le seuil de pauvreté.

### Disparité économique
Bien que la proximité de Stamford à New York et un bas taux de criminalité en font une localité attractive pour y résider, la ville souffre d'un certain nombre de difficultés économiques. Des prix immobiliers élevés, tant à l'achat qu'à la location, et de nombreux projets immobiliers pour les bas revenus font que de nombreux habitants de Stamford sont soit très riches, soit très pauvres.
Du fait du passage du MTA (direct de Stamford à Grand Central Terminal) reliant les deux villes en 45 minutes, beaucoup d'habitants de Stamford vont travailler à New York chaque jour.
Entourée par des villes riches comme Greenwich, New Canaan, Darien et Westport, Stamford est généralement considérée comme un paradis pour « nouveaux riches », comme attesté par les demeures modernes et spacieuses construites dans et autour de la ville.
| 1880  | 1890   | 1900   | 1910   | 1920   | 1930   |
| ----- | ------ | ------ | ------ | ------ | ------ |
| 2 540 | 10 396 | 15 997 | 25 138 | 35 096 | 46 346 |

| 1940   | 1950   | 1960   | 1970    | 1980    | 1990    |
| ------ | ------ | ------ | ------- | ------- | ------- |
| 47 938 | 74 293 | 92 713 | 108 798 | 102 466 | 108 056 |

| 2000    | 2010    | - | - | - | - |
| ------- | ------- | - | - | - | - |
| 117 083 | 122 643 | - | - | - | - |

## Jumelages
- Afula (Israël)
- Minturno (Italie)
- Settefrati (Italie)
- Sparte (ville moderne) (Grèce)
- Lima (Pérou)
- Jajmau (Inde)

## Personnalités liées à la ville
- Georges Clemenceau y enseigna dans une école de jeunes filles (1865-1869) et y rencontra sa future femme Mary Plummer.
- Christopher Lloyd : Acteur connu pour ses rôles du Doc Emmett Brown dans Retour vers le futur et Fétide dans la La Famille Adams y est né.
- Cristina Spinei, compositrice de musique classique, y est née.

## Autres
- Le siège de la World Wrestling Entertainment se trouve dans cette ville.
- Le siège de la société Gartner se trouve dans cette ville[4].
- Stamford est également le lieu des péripéties de la famille Kyle dans Ma famille d'abord.
- Au tout début du crossover Civil War, après une altercation entre les New Warriors et un groupe de super-vilains, plus de six cents habitants de la ville de Stamford périssent lorsque Nitro, un surhumain aux pouvoirs destructeurs, détruit plusieurs pâtés de maisons et ses habitants.
- L'écrivain Ira Levin s'est inspiré de la ville de Stamford pour le titre de son roman, Les Femmes de Stepford. En effet, la ville de Wilton où il a vécu était selon lui située à un pas (« step ») de Stamford, d'où le nom Stepford.